# Devon Still
(en) Statistiques sur pro-football-reference
Devon J. Still (né le 11 juillet 1989 à Camden) est un joueur américain de football américain. Il joue actuellement avec les Nittany Lions de Penn State, équipe de l'université d'État de Pennsylvanie.

## Carrière

### Université
Still entre en 2007 à l'université d'État de Pennsylvanie où il est sous les ordres de Joe Paterno. Il fait des études dans le domaine du judiciaire. Il s'impose dans l'effectif des Nittany Lions et pour sa dernière saison universitaire, il remporte le titre de meilleur joueur défensif de la conférence Big Ten mais échoue en finale du Outland Trophy et Bendarik Trophy.

## Famille
Still a deux cousins Art Still et Levon Kirkland qui ont joué en NFL.

## Palmarès
- Joueur de la ligne défensive de la conférence Big Ten 2011
- Joueur défensif de la conférence Big Ten 2011
- Équipe de la conférence Big Ten 2011
- Finaliste du Outland Trophy 2011
- Finaliste du Bendarik Trophy 2011
- Équipe All-America 2011